# Discografia di Tedua
La discografia di Tedua, cantautore e rapper italiano, è costituita da tre album in studio, due EP e quattro mixtape, pubblicati dal 2008.
A essi vanno conteggiati venti singoli (di cui tredici come artista principale e cinque come artista ospite) e sedici video musicali pubblicati a partire dal 2015.

## Album in studio
| Anno                                                                          | Titolo | Classifiche | Classifiche | Certificazioni     |
| Anno                                                                          | Titolo | ITA         | SWI         | Certificazioni     |
| ----------------------------------------------------------------------------- | --- | ----------- | ----------- | ------------------ |
| 2017                                                                          | Orange County California - Pubblicato: 13 gennaio 2017 - Etichetta: Universal - Formati: CD, LP, download digitale, streaming | 6           | —           | - ITA: Platino (3) |
| 2018                                                                          | Mowgli - Pubblicato: 2 marzo 2018 - Etichetta: Sony Music - Formati: CD, LP, download digitale, streaming                     | 1           | —           | - ITA: Platino (3) |
| 2023                                                                          | La Divina Commedia - Pubblicato: 2 giugno 2023 - Etichetta: Epic, Sony Music - Formati: CD, LP, download digitale, streaming  | 1           | 4           | - ITA: Platino (8) |
| "—" indica una pubblicazione non classificata o non pubblicata in quel paese. | |             |             |                    |

## Mixtape
| Anno                                                                          | Titolo | Classifiche | Classifiche | Certificazioni     |
| Anno                                                                          | Titolo | ITA         | SWI         | Certificazioni     |
| ----------------------------------------------------------------------------- | --- | ----------- | ----------- | ------------------ |
| 2015                                                                          | Aspettando Orange County - Pubblicato: 15 ottobre 2015 - Etichetta: indipendente - Formati: download digitale                                     | —           | —           |                    |
| 2016                                                                          | Orange County Mixtape - Pubblicato: 30 giugno 2016 - Etichetta: Thaurus Music - Formati: download digitale, streaming                             | —           | —           |                    |
| 2020                                                                          | Vita vera mixtape - Pubblicato: 5 giugno 2020 - Etichetta: Epic - Formati: download digitale, streaming                                           | 1           | 66          |                    |
| 2020                                                                          | Vita vera mixtape: aspettando la Divina Commedia - Pubblicato: 12 giugno 2020 - Etichetta: Epic - Formati: CD, 2 LP, download digitale, streaming | 1           | —           | - ITA: Platino (3) |
| "—" indica una pubblicazione non classificata o non pubblicata in quel paese. | |             |             |                    |

## Extended play
| Anno                                                                          | Titolo | Classifiche |
| Anno                                                                          | Titolo | ITA         |
| ----------------------------------------------------------------------------- | --- | ----------- |
| 2014                                                                          | Medaglia d'oro (con Vaz Tè e Zero Vicious) - Pubblicato: 25 gennaio 2014 - Etichetta: Studio Ostile - Formati: download digitale | —           |
| 2021                                                                          | Don't Panic - Pubblicato: 5 maggio 2021 - Etichetta: Epic - Formati: download digitale, streaming                                | 8           |
| "—" indica una pubblicazione non classificata o non pubblicata in quel paese. | |             |

## Singoli

### Come artista principale
| Anno                                                                          | Titolo                                          | Classifiche | Certificazioni     | Album di provenienza          |
| Anno                                                                          | Titolo                                          | ITA         | Certificazioni     | Album di provenienza          |
| ----------------------------------------------------------------------------- | ----------------------------------------------- | ----------- | ------------------ | ----------------------------- |
| 2016                                                                          | Giovane giovane (con Laïoung e Izi)             | —           | - ITA: Platino     | Ave Cesare: veni, vidi, vici  |
| 2016                                                                          | Pugile                                          | —           | - ITA: Oro         | Orange County California      |
| 2017                                                                          | Wasabi 2.0                                      | 25          | - ITA: Platino (2) | /                             |
| 2017                                                                          | La legge del più forte                          | 4           | - ITA: Platino (2) | Mowgli                        |
| 2018                                                                          | Burnout                                         | 17          | - ITA: Oro         | Mowgli                        |
| 2018                                                                          | Acqua (malpensandoti)                           | 25          | - ITA: Oro         | Mowgli                        |
| 2018                                                                          | Fashion Week RMX (feat. Sofiane)                | 83          | - ITA: Oro         | Mowgli                        |
| 2018                                                                          | Vertigini                                       | 10          | - ITA: Platino (3) | Mowgli                        |
| 2019                                                                          | Elisir                                          | 5           | - ITA: Oro         | /                             |
| 2020                                                                          | Colori (feat. Rkomi)                            | 7           | - ITA: Oro         | Vita vera mixtape             |
| 2022                                                                          | Lo-fi for U                                     | 9           | - ITA: Platino     | La Divina Commedia            |
| 2023                                                                          | Intro la Divina Commedia                        | 10          | - ITA: Platino     | La Divina Commedia            |
| 2023                                                                          | Red Light                                       | 6           | - ITA: Platino (2) | La Divina Commedia            |
| 2023                                                                          | Parole vuote (la solitudine) (feat. Capo Plaza) | 3           | - ITA: Platino     | La Divina Commedia (Paradiso) |
| 2024                                                                          | Beatrice (feat. Annalisa)                       | 1           | - ITA: Platino (2) | La Divina Commedia (Paradiso) |
| "—" indica una pubblicazione non classificata o non pubblicata in quel paese. |                                                 |             |                    |                               |

### Come artista ospite
| Anno                                                                          | Titolo                                                                 | Classifiche | Certificazioni     | Album di provenienza |
| Anno                                                                          | Titolo                                                                 | ITA         | Certificazioni     | Album di provenienza |
| ----------------------------------------------------------------------------- | ---------------------------------------------------------------------- | ----------- | ------------------ | -------------------- |
| 2017                                                                          | Bimbi (Charlie Charles feat. Izi, Rkomi, Sfera Ebbasta, Tedua e Ghali) | 3           | - ITA: Platino (2) | /                    |
| 2019                                                                          | Che cazzo ridi (Fedez feat. Tedua e Trippie Redd)                      | 2           |                    | Paranoia Airlines    |
| 2020                                                                          | Euforia (Chris Nolan feat. Tedua, Madame, Aiello e Birthh)             | 89          |                    | /                    |
| 2021                                                                          | Sapore (Fedez feat. Tedua)                                             | 2           | - ITA: Platino (2) | Disumano             |
| 2023                                                                          | Dimmi che c'è (Thasup feat. Tedua)                                     | 7           | - ITA: Platino (2) | Carattere speciale   |
| 2024                                                                          | Straniero (Massimo Pericolo feat. Tedua)                               | 5           | - ITA: Platino     | Le cose cambiano     |
| 2024                                                                          | Eva (Kid Yugi feat. Tedua)                                             | 5           | - ITA: Platino (2) | I nomi del diavolo   |
| 2024                                                                          | Purple Rain (DrefGold feat. Tedua)                                     | —           |                    | Goblin               |
| "—" indica una pubblicazione non classificata o non pubblicata in quel paese. |                                                                        |             |                    |                      |

## Altri brani entrati in classifica o certificati
| Anno | Titolo                                             | Classifiche | Certificazioni     | Album di provenienza                             |
| Anno | Titolo                                             | ITA         | Certificazioni     | Album di provenienza                             |
| ---- | -------------------------------------------------- | ----------- | ------------------ | ------------------------------------------------ |
| 2017 | Circonvalley (feat. Izi)                           | —           | - ITA: Oro         | Orange County California                         |
| 2017 | Lingerie (feat. Sfera Ebbasta)                     | —           | - ITA: Platino (2) | Orange County California                         |
| 2017 | Wasabi Freestyle                                   | —           | - ITA: Oro         | Orange County California                         |
| 2017 | Lezione                                            | —           | - ITA: Oro         | Orange County California                         |
| 2017 | Buste della spesa                                  | —           | - ITA: Platino     | Orange County California                         |
| 2017 | Fifty Fifty (feat. Ghali)                          | —           | - ITA: Platino     | Orange County California                         |
| 2017 | Step by Step (feat. Bresh)                         | —           | - ITA: Platino     | Orange County California                         |
| 2017 | OC (California)                                    | —           | - ITA: Oro         | Orange County California                         |
| 2017 | Pensa se piove RMX                                 | —           | - ITA: Oro         | Orange County California                         |
| 2018 | Sangue misto                                       | 7           | - ITA: Platino     | Mowgli                                           |
| 2018 | 3 Chances (dilla tutta)                            | 15          | - ITA: Oro         | Mowgli                                           |
| 2018 | Rital                                              | 37          |                    | Mowgli                                           |
| 2018 | Dune                                               | 36          |                    | Mowgli                                           |
| 2018 | Fashion Week                                       | 34          |                    | Mowgli                                           |
| 2018 | Jungle                                             | 42          |                    | Mowgli                                           |
| 2018 | Il fabbricante di chiavi                           | 40          | - ITA: Platino     | Mowgli                                           |
| 2018 | Al lupo al lupo                                    | 41          |                    | Mowgli                                           |
| 2018 | Cucciolo d'uomo                                    | 52          |                    | Mowgli                                           |
| 2018 | Natura                                             | 58          |                    | Mowgli                                           |
| 2020 | Lo sai                                             | 3           | - ITA: Platino     | Vita vera mixtape                                |
| 2020 | Vita vera                                          | 12          |                    | Vita vera mixtape                                |
| 2020 | Polvere (feat. Capo Plaza)                         | 2           | - ITA: Platino (2) | Vita vera mixtape                                |
| 2020 | Mare mosso (feat. Bresh)                           | 13          | - ITA: Oro         | Vita vera mixtape                                |
| 2020 | Pour toujours (feat. Ghali e Dargen D'Amico)       | 14          | - ITA: Oro         | Vita vera mixtape                                |
| 2020 | Party HH (feat. Lazza)                             | 5           | - ITA: Platino     | Vita vera mixtape                                |
| 2020 | Manhattan (feat. Izi, Vaz Tè, Guesan e Ill Rave)   | 8           | - ITA: Oro         | Vita vera mixtape                                |
| 2020 | Purple                                             | 11          | - ITA: Oro         | Vita vera mixtape                                |
| 2020 | Bro II (feat. Ernia)                               | 16          |                    | Vita vera mixtape                                |
| 2020 | Motivo                                             | 20          |                    | Vita vera mixtape                                |
| 2020 | Lo-fi Wuhan                                        | 19          |                    | Vita vera mixtape                                |
| 2020 | La Story infinita (feat. Massimo Pericolo)         | 16          |                    | Vita vera mixtape: aspettando la Divina Commedia |
| 2020 | Rari (feat. Shiva e Paky)                          | 7           | - ITA: Oro         | Vita vera mixtape: aspettando la Divina Commedia |
| 2020 | Rap City (feat. Gemitaiz e MadMan)                 | 25          |                    | Vita vera mixtape: aspettando la Divina Commedia |
| 2020 | Clone                                              | 32          |                    | Vita vera mixtape: aspettando la Divina Commedia |
| 2020 | Pass (feat. Tony Effe)                             | 30          |                    | Vita vera mixtape: aspettando la Divina Commedia |
| 2020 | Amico                                              | 57          |                    | Vita vera mixtape: aspettando la Divina Commedia |
| 2020 | Sailor Moon                                        | 46          |                    | Vita vera mixtape: aspettando la Divina Commedia |
| 2020 | Figghiò (feat. Disme e Nebbia)                     | 84          |                    | Vita vera mixtape: aspettando la Divina Commedia |
| 2020 | 2 pezzi                                            | 79          |                    | Vita vera mixtape: aspettando la Divina Commedia |
| 2020 | Lo-fi tu                                           | 68          |                    | Vita vera mixtape: aspettando la Divina Commedia |
| 2021 | Inferno                                            | 64          |                    | Don't Panic                                      |
| 2021 | Badman                                             | 86          |                    | Don't Panic                                      |
| 2021 | Lo-fi Drill                                        | 48          | - ITA: Oro         | Don't Panic                                      |
| 2023 | Paradiso artificiale (feat. Baby Gang e Kid Yugi)  | 3           | - ITA: Platino (3) | La Divina Commedia                               |
| 2023 | Malamente                                          | 2           | - ITA: Platino (2) | La Divina Commedia                               |
| 2023 | Hoe (feat. Sfera Ebbasta)                          | 1           | - ITA: Platino (4) | La Divina Commedia                               |
| 2023 | Angelo all'inferno (feat. Salmo e Federica Abbate) | 13          | - ITA: Oro         | La Divina Commedia                               |
| 2023 | Mancanze affettive (feat. Geolier)                 | 5           | - ITA: Platino     | La Divina Commedia                               |
| 2023 | Volgare (feat. Lazza)                              | 4           | - ITA: Platino     | La Divina Commedia                               |
| 2023 | Scala di Milano (feat. Guè)                        | 12          | - ITA: Oro         | La Divina Commedia                               |
| 2023 | Diluvio a luglio (feat. Marracash)                 | 9           | - ITA: Platino     | La Divina Commedia                               |
| 2023 | Soffierà                                           | 19          | - ITA: Oro         | La Divina Commedia                               |
| 2023 | La verità (feat. Bnkr44)                           | 22          | - ITA: Oro         | La Divina Commedia                               |
| 2023 | Anime libere (feat. Bresh e Rkomi)                 | 14          | - ITA: Platino     | La Divina Commedia                               |
| 2023 | Bagagli (improvvisazione)                          | 17          | - ITA: Oro         | La Divina Commedia                               |
| 2023 | Outro Purgatorio                                   | 23          | - ITA: Oro         | La Divina Commedia                               |
| 2024 | Paradiso II                                        | 12          |                    | La Divina Commedia                               |
| 2024 | Mare calmo                                         | 3           | - ITA: Oro         | La Divina Commedia                               |
| 2024 | Al limite (feat. Tony Boy)                         | 11          |                    | La Divina Commedia                               |
| 2024 | Kill Bill                                          | 7           | - ITA: Oro         | La Divina Commedia                               |
| 2024 | Jolly Roger (feat. Izi, Disme, Bresh e Vaz Tè)     | 5           | - ITA: Oro         | La Divina Commedia                               |
| 2024 | Angelo custode (feat. Angelina Mango)              | 19          |                    | La Divina Commedia                               |

## Collaborazioni
| Anno | Titolo                  | Artista/i                                             | Album di provenienza  |
| ---- | ----------------------- | ----------------------------------------------------- | --------------------- |
| 2013 | Kamikaze del Flow       | Vaz Tè feat. Tedua                                    | Singapore Mixtape     |
| 2013 | Personaggio             | Bresh feat. Tedua e Vaz Tè                            | Cosa vogliamo fare    |
| 2014 | Manco a me              | Izi feat. Tedua                                       | Kidnapped Mixtape     |
| 2014 | Soltanto parole         | Rkomi feat. Tedua e Pablo Asso                        | Calvairate Mixtape    |
| 2015 | Mercedes nero           | Sfera Ebbasta feat. Tedua e Izi                       | XDVR                  |
| 2015 | Chesterfield 20         | Izi feat. Ill Rave e Tedua                            | Julian Ross Mixtape   |
| 2016 | Oggi no                 | Disme feat. Tedua                                     | Vivo male mixtape     |
| 2016 | 00                      | Rkomi feat. Tedua                                     | Dasein Sollen         |
| 2016 | Età d'oro               | Dark Polo Gang feat. Tedua                            | The Dark Album        |
| 2016 | In zon4                 | Tobe, Tinez feat. Tedua                               | /                     |
| 2016 | Ande                    | Bresh feat. Tedua                                     | /                     |
| 2016 | Over 2,5                | Vaz Tè feat. Tedua e Rkomi                            | VT2M                  |
| 2017 | Il ritorno dalle stelle | Dargen D'Amico feat. Tedua, Rkomi e Izi               | Variazioni            |
| 2017 | Wild Bandana            | Izi feat. Tedua e Vaz Tè                              | Pizzicato             |
| 2017 | Michael J. Fox          | Night Skinny feat. Tedua                              | Pezzi                 |
| 2018 | Sbandati, pt. 2         | Nader Shah e Ill Rave feat. Tedua                     | Sogni di strada       |
| 2018 | Solletico               | Rkomi feat. Tedua e Night Skinny                      | Ossigeno - EP         |
| 2018 | Bro                     | Ernia feat. Tedua                                     | 68                    |
| 2018 | Passa                   | Gemitaiz feat. Tedua                                  | QVC8                  |
| 2019 | Catrame                 | Lazza feat. Tedua                                     | Re Mida               |
| 2019 | No Way                  | Thasup, Nitro e Tedua                                 | Machete Mixtape 4     |
| 2019 | Novità                  | Night Skinny feat. Ernia, Rkomi e Tedua               | Mattoni               |
| 2019 | Limousine               | Enzo Dong feat. Tedua                                 | Dio perdona io no     |
| 2019 | Non dormo mai           | Mecna e Sick Luke feat. Luchè, Tedua e Generic Animal | Neverland             |
| 2019 | Love Bandana            | Ketama126 feat. Tedua                                 | Kety                  |
| 2020 | Para'                   | Bresh feat. Tedua                                     | Che io mi aiuti       |
| 2020 | Ne hai fatti 100        | Gianni Bismark feat. Tedua                            | Nati diversi          |
| 2020 | Savage                  | Dark Polo Gang feat. Tedua                            | Dark Boys Club        |
| 2020 | Enjoy                   | DrefGold feat. Tedua                                  | Elo                   |
| 2020 | Puro Sinaloa            | Ernia feat. Tedua, Rkomi e Lazza                      | Gemelli               |
| 2020 | Mowgli & Tarzan         | Vaz Tè feat. Tedua                                    | VT2M                  |
| 2020 | Cowboy                  | Emis Killa e Jake La Furia feat. Tedua                | 17                    |
| 2020 | A la muerte             | Speranza feat. Tedua                                  | L'ultimo a morire     |
| 2020 | Cosa non va             | Disme feat. Tedua                                     | Malverde              |
| 2021 | Wildpirata              | Inoki feat. Tedua                                     | Medioego              |
| 2021 | Lacrime                 | Tony Effe feat. Tedua                                 | Untouchable           |
| 2021 | Me gusta                | Baby K feat. Tedua                                    | Donna sulla Luna      |
| 2021 | Paranauè                | Gaia feat. Tedua                                      | Alma                  |
| 2021 | Blueface                | Disme e Vaz Tè feat. Tedua e Izi                      | Glory Days EP         |
| 2022 | Notte scura             | Sick Luke feat. Gazzelle e Tedua                      | X2                    |
| 2022 | Dream Team              | Sick Luke feat. Pyrex, Capo Plaza, Tedua e Shiva      | X2                    |
| 2022 | Blu intenso             | Mara Sattei feat. Tedua                               | Universo              |
| 2022 | Come to My City RMX     | Big Vibe feat. Tedua e Izi                            | /                     |
| 2022 | Diavolo                 | Night Skinny feat. Bnkr44, Rkomi, Tedua e Ghali       | Botox                 |
| 2022 | Cicatrici               | Shiva feat. Tedua                                     | Milano Demons         |
| 2023 | Due facce               | Rose Villain feat. Tedua                              | Radio Gotham          |
| 2023 | Parole                  | Drillionaire feat. Noemi, Lazza e Tedua               | 10                    |
| 2023 | Momenti no              | Sfera Ebbasta feat. Tedua                             | X2VR                  |
| 2024 | Hood                    | Simba La Rue feat. Tedua                              | Tunnel                |
| 2024 | Paradiso                | Mahmood feat. Chiello e Tedua                         | Nei letti degli altri |
| 2024 | Dopo le 4               | Tony Effe feat. Bresh e Tedua                         | Icon                  |
| 2024 | Sola                    | Baby Gang feat. Lazza e Tedua                         | L'angelo del male     |
| 2024 | Ancora qua              | Capo Plaza feat. Tedua                                | Ferite                |
| 2024 | Scusi maestra           | Articolo 31 feat. Tedua                               | Protomaranza          |
| 2024 | Paradise                | Shiva feat. Tedua                                     | Milano Angels         |
| 2024 | Trema                   | Night Skinny feat. Tedua e Lazza                      | Containers            |
| 2024 | DM                      | Night Skinny feat. Tedua                              | Containers            |
| 2024 | Wag1                    | Simba La Rue feat. Tedua e Sfera Ebbasta              | Esci dal tunnel       |
| 2024 | Sbagli te               | Disme feat. Tedua                                     | Lieto fine            |
| 2025 | Mare di chiodi          | Bnkr44 feat. Emma Nolde e Tedua                       | Tocca il cielo        |
| 2025 | Vent'anni               | Rkomi feat. Tedua                                     | Decrescendo           |
| 2025 | Capo Horn               | Bresh feat. Tedua                                     | Mediterraneo          |

## Videografia

### Video musicali
| Anno | Titolo                           | Regista            |
| ---- | -------------------------------- | ------------------ |
| 2015 | Drill Dream Squad (feat. Vaz Tè) | Federico Merlo     |
| 2016 | Lingerie (feat. Sfera Ebbasta)   | Alessandro Murdaca |
| 2016 | Intro Orange County              | Alexander Coppola  |
| 2016 | Rolex Daytona Freestyle          | Simone Mariano     |
| 2016 | Wasabi Freestyle                 | Federico Merlo     |
| 2016 | Lezione                          | Federico Merlo     |
| 2016 | Buste della spesa                | Federico Merlo     |
| 2016 | Pugile                           | Federico Merlo     |
| 2017 | Wasabi 2.0                       | Federico Merlo     |
| 2017 | La legge del più forte           | Federico Merlo     |
| 2018 | Burnout                          | Federico Merlo     |
| 2018 | Fashion Week RMX (feat. Sofiane) | Federico Merlo     |
| 2018 | Vertigini                        | Federico Merlo     |
| 2021 | Don't Panic EP                   | Matteo Mavero      |
| 2022 | Lo-fi for U                      | Simone Mariano     |
| 2023 | Intro la Divina Commedia         | Simone Mariano     |
| 2023 | Hoe (feat. Sfera Ebbasta)        | Simone Mariano     |
| 2024 | Beatrice (feat. Annalisa)        | Martina Pastori    |